# Ashville, Alabama
Ashville är en stad (city) i den amerikanska delstaten Alabama med en yta av 50,3 km² och en folkmängd som uppgår till 2 511 invånare (2007). Ashville är administrativ huvudort (county seat) i St. Clair County tillsammans med Pell City. Countyt är det enda i Alabama med två huvudorter.

## Kända personer från Ashville
- Rufus W. Cobb, politiker, guvernör i Alabama 1878-1882